# Selección de rugby de Guatemala
La selección de Rugby de Guatemala, también conocida como Los Jaguares, es la selección nacional de rugby de ese país y está regulada por la Asociación Guatemalteca.

## Palmarés
- Sudamericano de Rugby C (2): 2015, 2016[1][2]

## Participación en copas
| - No ha participado - Centroamericano 2007: 2º puesto - Centroamericano 2008: 2º puesto - Tour a Honduras 2015: ganó (0 - 1) | - Sudamericano C 2012: 2º puesto - Sudamericano C 2013: 3 puesto - Sudamericano C 2014: 2º puesto - Sudamericano C 2015: Campeón invicto - Sudamericano C 2016: Campeón invicto - Sudamericano C 2017: 2º puesto - Sudamericano B 2018: 2º puesto |

## Estadísticas
| Adversario  | Jugados | Ganados | Perdidos | Empatados | % Efectividad |
| ----------- | ------- | ------- | -------- | --------- | ------------- |
| Costa Rica  | 8       | 3       | 4        | 1         | 37,5%         |
| Ecuador     | 2       | 1       | 1        | 0         | 50.0%         |
| Honduras    | 1       | 1       | 0        | 0         | 100.0%        |
| Nicaragua   | 1       | 1       | 0        | 0         | 100,0%        |
| El Salvador | 12      | 12      | 0        | 0         | 100.0%        |
| Panamá      | 4       | 4       | 0        | 0         | 100.0%        |
| Perú        | 2       | 0       | 2        | 0         | 0.0%          |
| Total       | 30      | 22      | 7        | 1         | 73.3%         |

* Último test match considerado vs Perú (8 - 64), 26 de agosto de 2023.